# Fordicidia
De Fordicidia was een festival ter ere van Tellus op 15 april. Hierbij werden Fordae (boves) (drachtige koeien) geslacht en de ongeboren kalveren verbrand door de Virgo Vestalis Maxima. Dit as werd later gebruikt bij de Parilia. De bedoeling van dit magisch ritueel was vermoedelijk om de vruchtbaarheid van de koeien te doen overgaan op het graan in de aarde, dat Tellus verbeeldde.